# Quirino
Quirino là một tỉnh của Philippines thuộc vùng Thung lũng Cagayan tại Luzon. Thủ phủ là Cabaroguis. Tên tỉnh bắt nguồn từ tên của tổng thống tứ 6 của Philippines là Elpidio Quirino, tỉnh giáp với các tỉnh Aurora về phía đông nam, Nueva Vizcaya về phía tây, và Isabela về phía bắc. Quirino tách khỏi tỉnh Nueva Vizcaya từ năm 1966.

## Địa lý
Quirino nằm ở thượng lưu của lưu vực sông Cagayan, dãy núi Sierra Madre tạo nên ranh giới tự nhiên phía đông và phía nam của tỉnh còn dãy núi Mamparang tạo nên ranh giới phía tây. Địa hình tỉnh chủ yếu là đồi núi với 80% tổng diện tích
Nhiệt độ trung bình năm khoảng 26,6˚C. Ấm nhất là tháng 5 và khí hậu khô hanh từ tháng 3 tới tháng 8, các tháng còn lại cũng không hề ẩm ướt. Mùa mưa từ tháng 9 đến tháng 11

## Kinh tế
Nông nghiệp là ngành kinh tế chính ở toàn vùng Thung lũng Cagayan, lúa gạo và ngô là các loại ngũ cốc chính cung cấp cho các tỉnh lân cận và khu vực thủ đô Manila. Chuối và chuối sấy khô là sản phẩm chính được bán ở Vùng thủ đô Manila và tỉnh Pampanga. Ngoài ra còn có một số ngành đan lát.

## Nhân khẩu
Trước khi được tách ra làm một tỉnh riêng, Quirino là một phần của tỉnh Nueva Vizcaya. Cư dân ban đầu chỉ là những bộ tộc được gọi là Negritos, họ sống du canh du cư trong vùng nội địa và làm lều trong rừng
Dân số theo thống kê năm 2000 là 148.575 người, mật độ là 49 người/km². Ngôn ngữ chính là Tiếng Ilokano, thứ tiếng này được nói một cách rộng rãi ở những vùng thấp với 71,46% dân cư, Tiếng Ifugao phổ biến ở những vùng đất cao.

## Hành chính
Tỉnh được chia thành 5 đô thị tự trị:
- Aglipay
- Cabarroguis
- Maddela
- Nagtipunan
- Saguday